# Vol (animal)
Pour les articles homonymes, voir Vol.

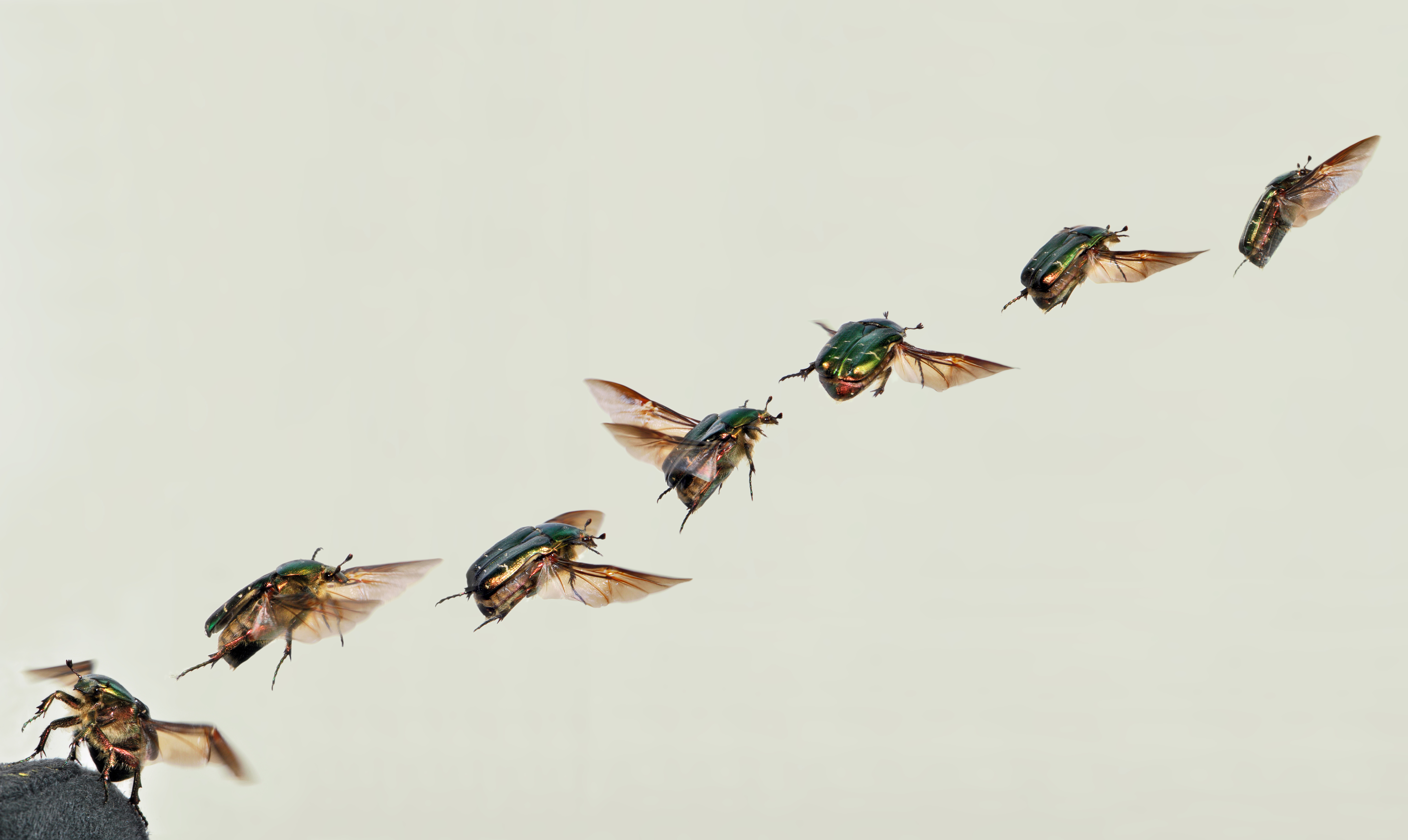
Décomposition du vol de la cétoine dorée.

Chez l'animal, le vol est un déplacement dans un milieu aérien qui a pour particularité d'être volontaire (à la différence de la chute accidentelle) et prolongé (à la différence du saut) et qui semble se soustraire à la pesanteur. On parle de vol passif lorsque l'animal n'est capable que de vol plané et de vol actif lorsqu'il est capable de battre des ailes (même si les conditions sont insuffisantes pour un vol plané, l'animal reste capable de voler).

## Insectes
Les insectes sont les seuls parmi les invertébrés à pouvoir réellement voler. Les araignées, ainsi que de nombreux autres petits organismes, peuvent se laisser emporter par le vent, mais ils n'ont pas d'ailes et ne peuvent pas diriger leur mouvement. La possibilité de voler a été importante pour la dispersion des insectes. Cette faculté leur permet d'échapper à leurs prédateurs, de s'accoupler plus facilement, d'atteindre de nouveaux biotopes et de nouvelles réserves alimentaires où ils pourront déposer leur progéniture.
Seuls les insectes au stade final d'imago (ou accessoirement de subimago chez les éphémères) sont capables de voler. Aucune larve d'insecte ne possède cette faculté.
De même, tous les insectes, même s'ils sont ailés ne volent pas forcément. Certains répugnent simplement à prendre l'envol alors que d'autres en sont incapables.

## Vertébrés
Les vertébrés capables d'un vol actif sont les ptérosaures, un ordre éteint d'archosaures, la majeure partie des Avialae, un clade de dinosaures théropodes (dont les néornithes, les oiseaux actuels), et les chiroptères (les chauves-souris), un ordre de mammifères placentaires.
L'Archéoptéryx avait des plumes mais sa capacité à voler reste controversée. Il n'avait pas d'ailes complètement fonctionnelles, des doigts griffus et pas de bréchet pour servir d'appui aux muscles du vol. Cependant, des études tomographiques de l'oreille interne et du cerveau indiquent qu'il présentait des adaptations neurologiques spécifiques aux oiseaux capables de voler,.
Les cultures humaines ont toujours associé les oiseaux au vol. Pourtant, les espèces aviennes « restent des animaux foncièrement terrestres : la majorité des espèces actuelles passent plus de temps à marcher, courir ou nager qu'à voler, et seuls quelques groupes ont développé des techniques de vol très spécialisées (colibris, martinets ou engoulevents par exemple, ou bien encore des groupes d'oiseaux marins comme les pétrels, les puffins ou les albatros) ». Les oiseaux volent non parce qu’ils ont des plumes mais parce qu’ils présentent un ensemble de caractéristiques morphologiques, donc des ailes, un complexe squelette-plumes. La main devenue très étroite forme une baguette triangulaire, qui chez un moineau, par exemple, contient deux métacarpiens au lieu de cinq et des restes de phalanges correspondant aux doigts fusionnés. Il est probable que la régression de la main et la formation de la structure "aile" soit liées à la course bipède.

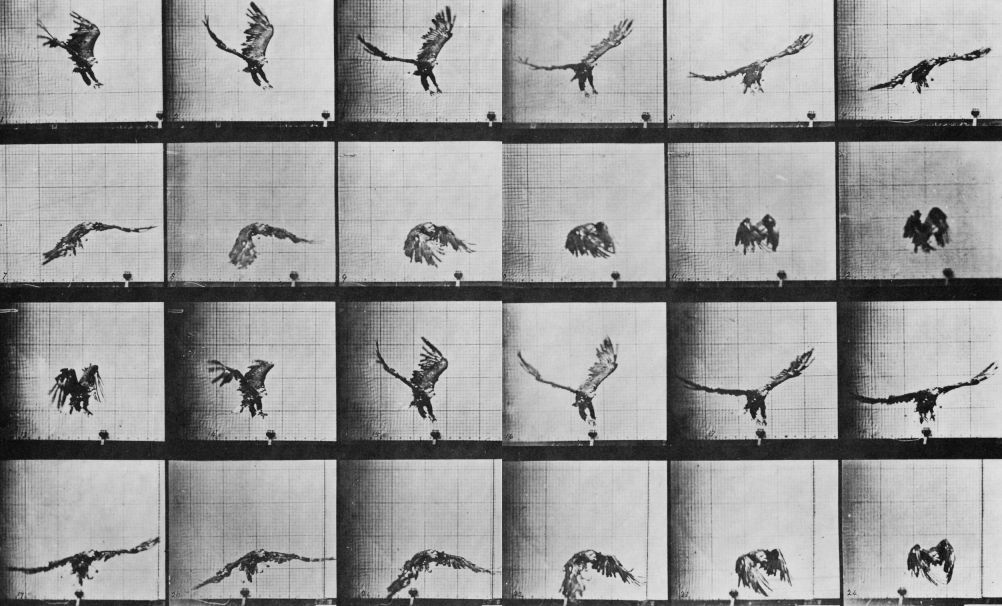

L'observation du vol des vertébrés comme les oiseaux, ou certains mammifères, révèle de nombreuses similitudes entre l'aéronautique (avions et hélicoptères) et le vol animal. La spécialisation des aéronefs et les différents modes de déplacement dans l'espace permettent de faire un découpage similaire. Quelques oiseaux sont cités en exemple (et des liens renvoient aux articles techniques) pour illustrer ces phases :

## Type de vols

### Envol et ascension
- course longue et ascension sous faible pente à partir d'un sol ferme (albatros) ou de plans d'eau calme (cygne),
- envol quasi vertical en bondissant et sans vent (pigeon),
- envol quasi vertical avec mise à profit de vents forts (mouette, pétrel),
- chute dans le vide pour acquérir une vitesse initiale (hirondelle, vautour). Elle est suivie du vol battu.

### Vol battu
Le vol battu déroule une succession de mouvements des ailes dont le principal et plus puissant est l'abaissement simultané des ailes par paire depuis l'apex du mouvement jusqu'à son nadir. C'est cet abaissement rapide qui donne l'impression que l'animal "frappe" l'air sous ses ailes, qu'il le "bat", d'où l'appellation.
Le reste des mouvements peut varier selon les clades, mais comprend généralement deux à trois phases avant le retour à l'apex :
- en trois phases : les ailes pivotent dans un plan perpendiculaire à celui du corps puis remontent jusqu'à l'apex pour pivoter à nouveau dans un plan parallèle au corps (ex : cas des hyménoptères) ;
- en deux phases : les ailes sont plus ou moins rétractées dans un premier mouvement arrière jusqu'à dépasser le niveau des épaules, puis dans un second mouvement arrière elles sont étendues jusqu'à l'apex (ex : vol des corvidés).

### Vol plané
Le vol plané des oiseaux est une glissade sur les ailes étendues une fois que la vitesse acquise par le vol battu est suffisante. Cette phase demande la maîtrise du vol et ne peut donc exister seule.
- vol tendu avec battements d'ailes continus (merle, pivert),
- vol en vagues avec phases de vol plané (pinson)[6].
- économie des forces chez les oiseaux migrateurs (oie sauvage) : vol en formation (en) (en V), l'oiseau suiveur récupérant la composante ascendante en bout d'aile de l'oiseau précédant, battements d'ailes alternés par rapport à l'oiseau qui précède (nota : il faut ici tenir également compte, en plus de l'aérodynamique, de certains aspects physiologiques tels que la température du corps, perte de poids, l'orientation, etc.)[7].

Certains mammifères arrivent aussi à planer, grâce à une membrane située entre les membres antérieurs et postérieurs : le patagium.
Les ptésausaures et, plus près de nous, quelques reptiles ou amphibiens parviennent également à se déplacer de la sorte.

### Vol à voile
Pour un article plus général, voir Vol à voile.
Beaucoup d'oiseaux (appelés oiseaux voiliers) savent parfaitement utiliser le vol à voile, à savoir tirer leur énergie des courants atmosphériques pour parcourir de longues distances, sans battre des ailes.
Ils peuvent utiliser les courants ascendants qui se forment dans l'atmosphère grâce à l'énergie solaire (ascendances thermiques) ou en présence de vent à flanc de falaise ou de montagne (ascendances dynamiques). Ces ascendances si elles sont bien utilisées facilitent, en consommant peu d'énergie, le vol, la recherche de proies, et les migrations sur de grandes distances,,,. C'est le cas du condor, des vautours et de la plupart des grands rapaces. Les cigognes, elles, utilisent le vol à voile en alternance avec le vol battu lors de leurs migrations.
Des oiseaux de mer comme l'albatros, eux, tirent leur énergie des gradients de vent près de la surface de l'eau par des manœuvres appropriées (vol de gradient).
Cependant ces courants sont souvent complexes, mobiles et "accidentés", ils se forment, se déplacent ou se désintègrent en quelques minutes et ils sont a priori invisibles aux oiseaux,. On a longtemps supposé que c'est par des stimuli mécanosensoriels que les oiseaux perçoivent ces thermiques et s'adaptent (en grande partie de manière réflexe, ce qui leur permettrait parfois de quasiment dormir en vol) à leurs variations continuelles. Pour confirmer cette hypothèse des chercheurs de l'Université de Californie à San Diego ont utilisé un planeur capable d'apprentissage par renforcement 7 sur la base d'indices environnementaux (tels que ceux que les oiseaux pourraient eux-mêmes percevoir). Le planeur (de 2m d'envergure) est doté de capteurs embarqués lui permettant d'estimer avec une grande sensibilité les accélérations verticales du vent et les couples de roulis. Il a pu être entrainé de manière à devenir de plus en plus autonome dans les thermiques atmosphériques, se montrant capable de grimper à 700 mètres. 
Ce travail a montré que les accélérations verticales et les couples de roulis perçus par les oiseaux sont des indicateurs mécanosensoriels suffisant pour que les oiseaux puissent correctement utiliser les thermiques invisibles. Il a aussi montré qu'il suffisait de peu de temps d'apprentissage (quelques jours) pour améliorer l'algorithme permettant au planeur d'utiliser les ascendances. Ce travail pourrait aussi aboutir à des outils de navigation intelligente utilisables par des véhicules volants autonomes (ou pour diminuer la consommation d'énergie de drones ou de certains aéronefs).

### Combat aérien
- manœuvres d'un oiseau de proie telles que retournement, les serres vers le haut (pour parer une attaque plongeante) ou pour tenter de s'approprier la proie d'un autre prédateur
- attaque au sol (aigle) avec poser ou en passage rasant (pygargue)
- plongeon dans l'eau (martin-pêcheur, fou de Bassan, voir aussi géométrie variable),
- Bataille avec piqué des Colibris
- Capture en vol d'une proie par un prédateur, et tentative de la proie de s'échapper ; la proie peut être un oiseau ou une chauve-souris, chassés par certains oiseaux (éperviers...), mais c'est plus communément un insecte, chassé par des oiseaux insectivores, des chauve-souris ou d'autres insectes (libellules, guêpes, ...). Dans ce combat certains ont développé des armes de détection et d'autres, des contremesures pour y échapper (voir Écholocalisation).

### Vol stationnaire
- alouette chantant au-dessus d'un champ (pour marquer son territoire) ou faucon observant une proie avant de plonger dessus,
- oiseau-mouche : cas particulier car il peut effectuer avec ses ailes un mouvement en forme de 8 et même reculer en vol (pour sortir son long bec d'une fleur). Son vol s'apparente à celui de certains insectes comme la libellule et quelques papillons (sphinx)

### Ralentissement du vol et atterrissage
- Les oiseaux utilisent des techniques assez différentes pour se poser en fin de vol. Toutes les configurations sont possibles : sur sol ferme, sur un plan d'eau (avec freinage glissé sur les pieds palmés, canards), dans les falaises, les branchages, etc. On peut cependant faire ressortir quelques points communs : écartement des plumes pour agrandir la surface portante, battement des ailes avec très grand angle d'incidence pour réduire la vitesse de translation, allongement des pattes pour la prise de contact avec le sol ou l'eau.

### Utilisation des courants aériens

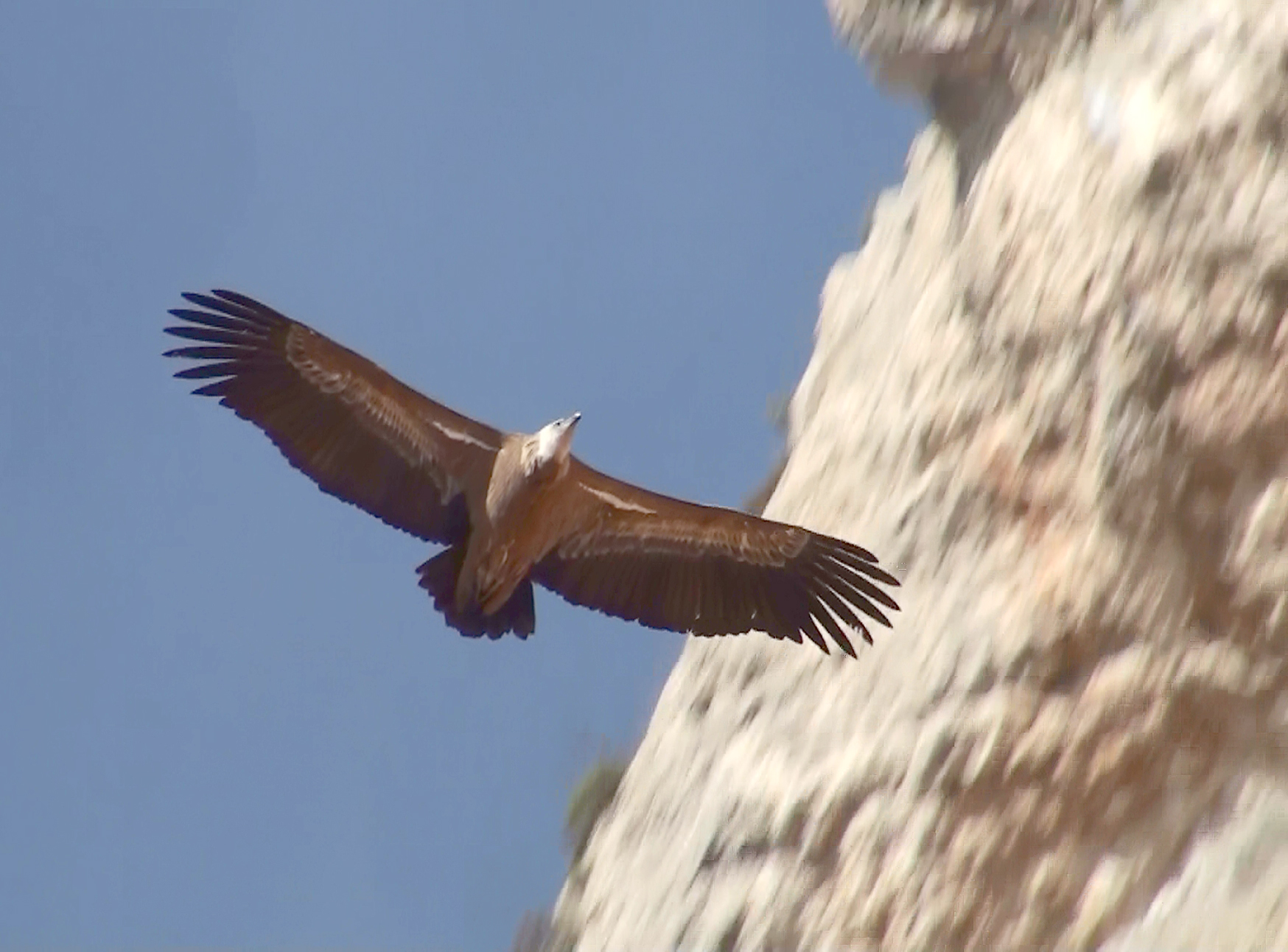
Le vautour fauve utilise de façon systématique les courants aériens.

Les courants aériens sont liés aux vents et aux différences de température, ils sont plus ou moins importants selon les obstacles rencontrés par le vent et selon les surfaces chauffées par le soleil. Il s’en crée au-dessus de la mer à hauteur des vagues, au contact des falaises, au-dessus des champs de blé en été. Les oiseaux les utilisent en  étalant leurs ailes pour offrir une surface maximum ; les rémiges primaires s'écartent pour canaliser l'air. Des phases de vol plané sont nécessaires pour les capter. Tout comme les poissons peuvent dormir en nageant, des oiseaux peuvent dormir en planant (martinets, grands oiseaux de mer).

## Contraintes et réalisation du vol

### Préalables
- Être dans l’air : soit en sautant (donc pouvoir bondir), soit en tombant de haut.
- S’y maintenir : grâce à une surface portante : ailes membraneuses ou ailes emplumées données par les bras. La première option est la plus facile à réaliser.
- Y progresser : utiliser les courants aériens (rotation de la main) ou battre des bras (mouvements synchrones)

### Contraintes
- La pesanteur : le poids est l’ennemi du vol. La musculature étant irréductible, tout le reste (squelette, système nerveux, système digestif, réserves d'énergie, etc.) devra être aussi léger que possible.
- Vaincre la résistance de l’air : forme aérodynamique, gommer les aspérités.
- Produire une énergie suffisante pour un vol continu : disposer de carburant (du gras plutôt que du sucre, fournissant plus d'énergie par unité de poids) et d'oxygène (qu'il faut amener aux muscles). Evacuer la chaleur excédentaire produite, ou inversement se procurer ou conserver la chaleur requise. L'homéothermie sera présente ou non, ses avantages pouvant ou non l'emporter sur ses inconvénients.
- se diriger : nécessité de capteurs (olfactifs, visuels, auditifs) bien développés et d'un système nerveux pour les exploiter.

### Réalisation

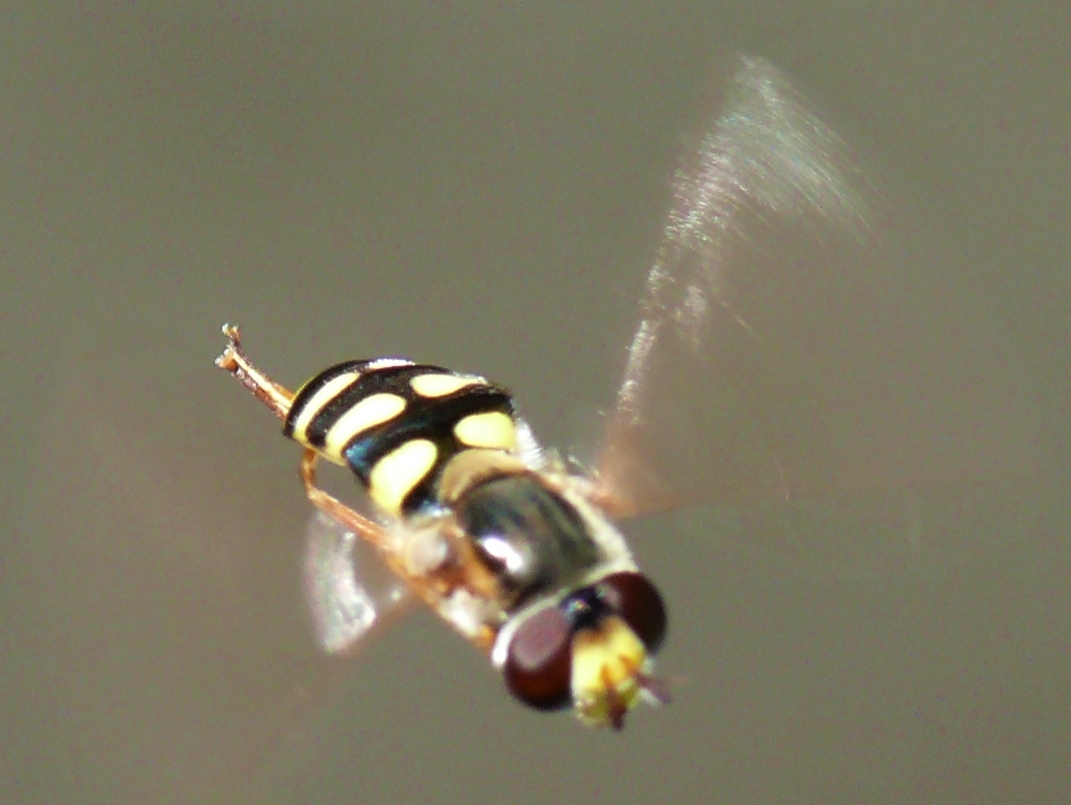
Un syrphe en vol.

Il est remarquable que les plus petits êtres volants sont des arthropodes, alors que les plus grands sont des vertébrés. Ces deux groupes ont deux caractéristiques en lien avec le vol qui les distinguent particulièrement : 
- le squelette : un exosquelette pour les premiers, un endosquelettepour les seconds. L'endosquelette à base d'os est plus lourd que la membrane chitineuse des insectes, mais il est capable de soutenir un volume et un poids bien plus grand que lui[16], et à partir d'une certaine taille il devient plus léger que l'exosquelette.
- le système respiratoire : pour les premiers, dont l'hémolymphe ne transporte pas les gaz, ce système est à base de trachèes, des simples tubes à partir desquels l'oxygène doit diffuser vers les muscles (et autres organes) et inversement que le gaz carbonique (et la chaleur excédentaire) doivent rejoindre ; pour les seconds, un système cardiorespiratoire complexe, où les gaz passent dans le sang qui est lui-même pompé entre les poumons et les organes. Le premier système est plus léger, mais il n'existe pas en grande taille. La masse du second est compensée par le fait que le sang transporte efficacement les gaz grâce à l'hémoglobine.

Cas des Arthropodes : 
- Araignées : déplacement suspendu à un fil emporté par le vent (cependant, elles n'ont aucun contrôle, elles flottent dans le vent comme du plancton dans un courant, et n'ont aucun organe de vol en dehors de ce fil) .
- Insectes : vol favorisé par la petite taille et donc un faible poids et une bonne oxygénation même avec un système respiratoire simple (et économique) de trachées atteignant tous les organes, et par le squelette externe chitineux : légèreté, expansions membraneuses devenant ailes. L'origine évolutionnaire des ailes n'est pas bien éclaircie. Parfois les ailes sont « emplumées » (microlépidoptères)

Les insectes ont été les premiers à découvrir le vol et les ailes s’y sont diversifiées (membraneuses, deux  paires avec battements liés ou non, une paire avec balanciers, élytres protectrices… ).
Cas des Vertébrés : 
- Squelette interne posant un grave problème de poids. Complémentarité circulation-respiration nécessaire à la production d’énergie et à l'évacuation de la chaleur. Apparition d'un système de sacs aériens permettant la respiration continue, allégement général : un bec plutôt que des dents, des plumes légères et efficaces pour la couverture, des os creux, des pattes réduites si possible en longueur, et au moins en largeur, un cerveau compact avec des neurones courts, gestation externe sous forme d'oeufs qu'il n'est plus nécessaire de transporter une fois pondus, alimentation riche (insecte et autres chairs, fruits et graines) compensant des reserves relativement faible par rapport à la grande dépense énergétique que représente le vol.

## Développement
Le vol est une innovation majeure des insectes Ptérygotes et apparaît au Carbonifère inférieur il y a environ 350 millions d'années. La rareté des fossiles à cette période ne permet pas de dire précisément comment et pourquoi les ailes des insectes se sont développées mais ces fossiles présentent sur tous les segments thoraciques et abdominaux des excroissances homologues d'ailes en série qui ont été réprimées par l'expression des gènes Hox au cours de l'évolution, à l'exception des mésothorax et métathorax.
L’homéothermie a probablement conditionné le vol, cela grâce à l’apparition d’un revêtement protecteur (poils ou plumes) et d’une circulation plus efficace     
L’acquisition d’ailes membraneuses a eu lieu en premier, d’où l’ancienneté des ptérosauriens et probablement aussi celle des chauves-souris.
L’apparition tardive des oiseaux vient de ce que leurs plumes ont une origine non liée au vol, mais ont été récupérées par celui-ci. Le rôle multiple des plumes et leur renouvellement assure aux oiseaux une supériorité incontestable, d’autant plus que leur organisme s’est dans son ensemble adapté au vol.
L’augmentation du poids qui apparaît dans un souci de défense dans diverses lignées, a entraîné l’élimination des individus de grande taille ou leur orientation vers la course bipède (dinosaures à plumes).
Le plus ancien mammifère volant connu est Volaticotherium antiquus ?.

### Fientes des oiseaux
De nombreux oiseaux bombardent de leur fiente les menaces potentielles, rapaces nocturnes surpris par le jour et posés trop près de leur progéniture, promeneurs s'approchant involontairement d'un nid caché dans l'herbe, etc.
En fait, les oiseaux apeurés s'envolent en fientant. Il est probable qu'il s'agit là d'une adaptation destinée à les alléger plutôt que d'un bombardement dirigé contre l'agresseur, celui-ci n'est pas visé.

## Vol animal

### Mammifères
Vol actif :
- Les chauve-souris

Vol plané :
- Les écureuils volants, regroupant la famille des Anomaluridae et la sous-famille de la famille des Sciuridae : les Pteromyinae
- L'ordre Dermoptera, proche des primates et des glires
- Les marsupiaux du genre Petaurus

### Reptiles

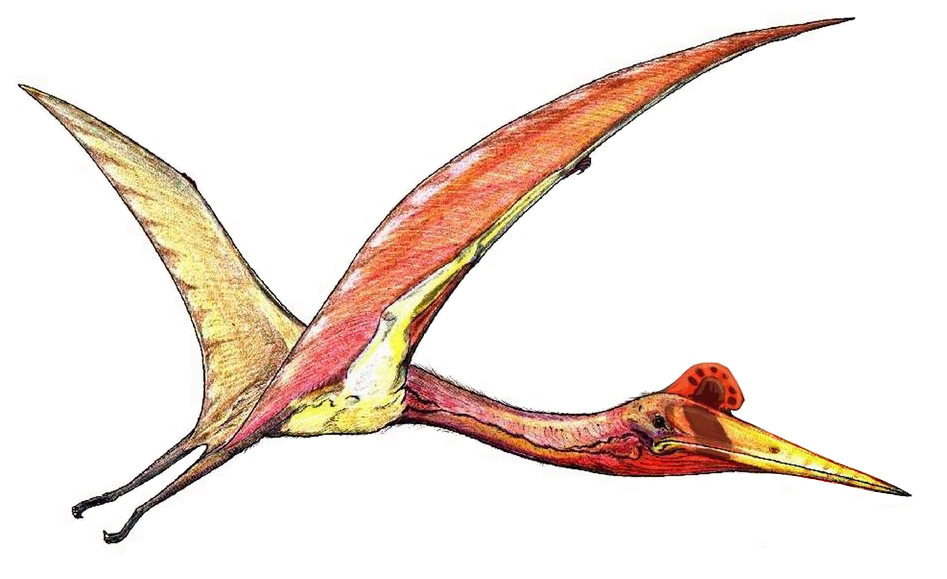
Reconstitution d'un Quetzalcoatlus en vol.

Plusieurs espèces de reptiles éteints de l'ordre Pterosauria disposaient de la capacité de vol actif. On peut citer notamment le ptérodactyle, le ptéranodon ou encore le dimorphodon. L'envergure de certaines espèces (Quetzalcoatlus) laisse penser qu'ils ne pratiquaient que le vol plané.
Aujourd'hui, plusieurs reptiles disposent de capacités de vol plané :
- Le gecko volant de Kuhl (Ptychozoon kuhli) ;
- Lézard du genre Draco, Draco cornutus ou Draco volans ;
- Les serpents du genre Chrysopelea.

### Amphibiens
- Les cinq espèces de grenouille volante ;

### Poissons
- Exocoetidae ou poissons volants ;